# صبا صبا
صبا صبا (بالإنجليزية: Saba Saba)‏ هو مغني أوغندي، ولد في 5 أغسطس 1977.

## وصلات خارجية
- الموقع الرسمي